# Škvarky
Škvarky (nářečně oškvarky) jsou zbytek tkáně, která zbude po vyškvaření tuku z tukové vrstvy zabitého zvířete. V Česku i dalších zemích jsou nejčastěji získávány při škvaření vepřového sádla.
Příprava škvarků může probíhat tak, že se sádlo s kousky masa nakrájí na kostičky, které se následně vhodí na rozpálenou pánev.
Při větších objemech se škvaření provádí v hrnci či kotli, do něhož je vloženo na kostky nakrájené sádlo s trochou vody, která zabrání připálení sádla před jeho částečným rozpuštěním. Po slití vyškvařeného sádla je možné škvarky samostatně dopéci s možností přidáním trochy mléka pro zjemnění chuti.
Po škvaření je možno je dochutit solí a kmínem pro lepší chuť. V některých oblastech se vyrábí ze škvarků mletím škvarková pomazánka a známé jsou také škvarkové placky či škvarkové cukroví.

## Zajímavost
Velmi podobný produkt se dá vyrobit i z některých jedlých lupenatých hub. Obzvlášť vhodné jsou všechny jedlé holubinky, čas nutný pro přípravu je ovšem podstatně kratší. Obvykle se tento pokrm nazývá houbové škvarky.
Pokrm, který chutná jako domácí škvarky, lze připravit také smažením kukel bource morušového, které však obsahují daleko méně tuku a až 60 % bílkovin. Kukly lze koupit zmrazené v prodejnách asijských potravin.